# Groupe La Dépêche
El Groupe La Dépêche és una empresa francesa, instal·lada a Tolosa de Llenguadoc, present en diverses àrees de comunicació.

## Història
El groupe La Dépêche va inscriure's al registre comercial el 6 de novembre de 1957.
Jean-Michel Baylet (també propietari del setmanari Le Républicain), va succeir a la seva mare Evelyne-Jean Baylet el 1995. El febrer de 2016, quan va anunciar que acompanyaria a Manuel Valls en el seu segon govern, va dimitir i va ser reemplaçar per Marie-France Marchand-Baylet, la seva dona, que havia ocupat el càrrec de presidenta del comitè financer del grup. Marchand-Baylet també és presidenta de la Fundatió Groupe La Dépêche. Jean-Nicolas Baylet, fill de Jean-Michel, és l'actual director general delegat del groupe La Dépêche et director de la publicació de La Dépêche du Midi.

## Activitats

### En xifres
- Xifra de negocis (2015) : 243 milions d'euros.
- Efectius : 1 650 assalariats.

### Diaris
- La Dépêche du Midi ;
- L'Indépendant ;
- Midi Olympique ;
- La Nouvelle République des Pyrénées (Alts Pirineus) ;
- Le Petit Bleu d'Agen ;
- Le Villefranchois (Roergue).
- Midi Libre
- La Gazette du Comminges (Sent Gaudenç)
- Centre Presse (Avairon)
- Le journal de Millau

### Premsa gratuïta
- SARL Publi : 8 diaris de petits anuncis (Publi Toulouse, Publi Pyrénées...) ;
- 20 Minutes Toulouse, en associació amb el grup Schibsted.

### Participa en
- La Gazette de Montpellier ;
- La Gazette de Nîmes (33%) ;
- 80% de Dépêche Mag, editor dels magazines :
  - Toulouse Mag
  - Toulouse Femmes
  - Toulouse Matchs

### Televisió
- La Dépêche News, creada el 2003.
- 22% du capital de TLT (Télé Toulouse).

### Internet
- ladepeche.fr (https://www.ladepeche.fr/)
- La Dépêche Premium (https://clubabonnes.ladepeche.fr/)
- RugbyRama.fr (http://www.rugbyrama.fr/)
- Midi Olympique (https://www.midi-olympique.fr/)
- Toulouscope.fr (http://www.toulouscope.fr/)
- Dépêche interactive (http://www.ladepeche-interactive.fr/)
- http://immo.ladepeche.fr/immobilier/location/
- Midi Libre (http://www.midilibre.fr/)
- L'Indépendant (http://www.lindependant.fr/)
- Centre presse (http://www.centrepresseaveyron.fr/)
- La Nouvelle République des Pyrénées (https://www.nrpyrenees.fr/)

### Repartiment del capital
- Occitane de Communication : 81,65 %
- Sud Médias Participations (Pierre Fabre) : 6 %
- IRDI : 3,3 %
- CIC Sud Ouest : 3,2 %
- Mutuelle Groupe la Dépêche du Midi : 2,5 %

### President i Director General
- Jean-Michel Baylet

## Font d'aquest article
- « Le système Baylet, un "empire" tentaculaire » Arxivat 2007-09-30 a Wayback Machine., article de Jacques Molénat aparegut a L'Express el 13 d'abril de 2006.